# San Marino op het Eurovisiesongfestival 2025
San Marino neemt deel aan het Eurovisiesongfestival 2025 in Bazel, Zwitserland. Het is de vijftiende deelname van het land op het Eurovisiesongfestival. Omroep SMRTV was verantwoordelijk voor de San Marinese bijdrage voor de editie van 2025.

## Selectieprocedure
Net als bij de edities van 2022, 2023 en 2024, kiest San Marino voor een uitgebreide selectieprocedure. Voor geïnteresseerde artiesten is het sinds deze maand mogelijk om een nummer in te dienen bij de verantwoordelijke omroep San Marino RTV.
De inschrijving sluit op 31 december. Net als bij voorgaande edities kunnen artiesten van overal ter wereld zich aanmelden. Van september tot eind januari zal de ministaat door middel van een castingsfase de verschillende halve finalisten selecteren. De geselecteerde artiesten worden verdeeld over vijf halve finales, waarvan er één uitsluitend is bestemd voor artiesten uit San Marino. Een zesde halve finale dient als herkansingsronde. De deelnemerslijst voor de zeven halve finales werd onthuld in drie dagen, van 29 januari tot en met 31 januari 2025. Onder de deelnemers bevinden zich Besa, die Albanië vertegenwoordigde in 2024, en Serafín Zubiri, die Spanje vertegenwoordigde in 1992 en 2000.
Op 6 februari 2025 kondigde Zubiri zijn terugtrekking uit de wedstrijd aan vanwege planningsconflicten. Op 9 februari 2025 trok Grisana zich terug om zich te richten op nieuwe muziek en toekomstige projecten. Op 12 februari 2025 maakten de organisatoren bekend dat in totaal 13 artiesten zich hebben teruggetrokken en dat zij vervangen zijn door 10 nieuwe artiesten.
De locatie van de finale van de San Marinese preselectie zal plaatsvinden vanuit Teatro Nuevo in Dogana. Uit de halve finales kwamen zeven kandidaten en via de herkansingsronde kwamen er nog eens vier. Negen andere kandidaten werden direct voor de finale geplaatst. Een vijfkoppige jury bepaalt wie er naar Bazel gaat. Een groot deel van de punten is reeds voor de finale verdeeld. De juryleden kregen daags voor de finale de twintig deelnemende liedjes al in de studioversie te horen waarbij 2/3e van het puntentotaal al werd vastgesteld. Tijdens de live-uitvoeringen wordt de rest van de punten verdeeld. Daarnaast mag de artistiek directeur nog tien bonuspunten toekennen aan een kandidaat. De finale werd gewonnen door Gabry Ponte met het nummer Tutta l’Italia . Opvallend is dat het lied eerder te horen was bij het San Remo-festival waar het dienst deed als themasong. De vocalen worden verzorgd door Andrea Bonomo die ook meeschreef aan het nummer.

### San Marino Song Contest 2025
| Plaats | Artiest           | Lied                     |
| ------ | ----------------- | ------------------------ |
| 1      | Gabry Ponte       | "Tutta l'Italia"         |
| 2      | The Rumpled       | "You Get Me So High"     |
| 3      | Teslenko          | "Storm"                  |
| 4      | Elasie            | "Lorella"                |
| 5      | Boosta            | "BTW"                    |
| 6      | Besa              | "Tiki"                   |
| 7      | CRL               | "Juliet"                 |
| 8      | Giacomo Voli      | "Ave Maria"              |
| 9      | Questo e quello   | "Bella Balla"            |
| 10     | Paco              | "Until The End"          |
| 11     | Pierdavide Carone | "Ma vuoi sposare?"       |
| 12     | Marco Carta       | "Solo fantasia"          |
| 13     | Angy Sciacqua     | "I"                      |
| 14     | Haymara           | "Tómame las manos"       |
| 15     | Silvia Salemi     | "Coralli"                |
| 16     | Bianca Atzei      | "Testacoda"              |
| 17     | Vincenzo Capua    | "Sei sempre tu"          |
| 18     | King Foo          | " The Edge of the World" |
| 19     | Taoma             | "NPC"                    |
| 20     | Luisa Corna       | " Il giorno giusto"      |

## In Bazel
San Marino trad aan in de eerste halve finale op 13 mei 2025. Hierbij wist het land zich voor het eerst sinds 2021 weer te plaatsen voor de finale. Tijdens de finale trad San Marino als voorlaaste act aan. Vanuit de vakjury's werden er 9 punten aan de San Marineese act toegekend, de televoting deelde 18 punten uit, waaronder de 12 punten van buurland Italië, waar het lied Tutta l'italia al een grote hit was voor aanvang van het festival. Aan het eind van de puntentelling bleek San Marino op de laatste plaats te zijn geëindigd, het was voor de vierde maal dat het land met de rode lantaarn naar huis ging. 
2008 · 2009-2010 · 2011 · 2012 · 2013 · 2014 · 2015 · 2016 · 2017 · 2018 · 2019 · 2020 · 2021 · 2022 · 2023 · 2024 · 2025
Albanië · Armenië · Australië · Azerbeidzjan · België · Cyprus · Denemarken · Duitsland · Estland · Finland · Frankrijk · Georgië · Griekenland · Ierland · IJsland · Israël · Italië · Kroatië · Letland · Litouwen · Luxemburg · Malta · Montenegro · Nederland · Noorwegen · Oekraïne · Oostenrijk · Polen · Portugal · San Marino · Servië · Slovenië · Spanje · Tsjechië · Verenigd Koninkrijk · Zweden · Zwitserland